# Carlos Gutierrez
Carlos Miguel Gutierrez (tên nguyên gốc Gutiérrez) (sinh 4 tháng 11 năm 1953) là Bộ trưởng thương mại Hoa Kỳ thứ 35, kế nhiệm Donald Evans. Ông nguyên là Giám đốc Hội đồng quản trị và CEO của Công ty Kellogg.
Gutierrez sinh ra ở La Habana, Cuba, là con của một chủ đồn điền trồng dứa. Bị trưng thu tài sản sau cách mạng Cuba, gia đình ông lánh nạn sang Hoa Kỳ vào năm 1960 khi ông 6 tuổi. Giống như nhiều người Mỹ gốc Cuba tỵ nạn khác, họ định cư tại Miami. Gutierrez học những từ tiếng Anh đầu tiên từ một bồi khách sạn nơi họ lưu lại lúc vừa đặt chân tới Mỹ. Vài năm sau, ông và gia đình nhập quốc tịch Hoa Kỳ.
Gia đình lại di chuyển một lần nữa – lần này là tới México, khi Gutiérrez học quản trị kinh doanh tại Viện Kỹ thuật Monterrey ở Santiago de Querétaro. Ông vào làm cho công ty Kellogg năm 1975 như là đại điện bán hàng và thực tập quản trị kinh doanh. Một trong những công việc đầu tiên của ông là lái xe chở hàng phân phối tới các cửa hàng địa phương.
Ông thăng chức thông qua các cấp bậc quản lý, và tháng 1 năm 1990, ông được thăng tới phó chủ tịch công ty phụ trách về sản xuất tại tổng hành dinh của công ty ở Battle Creek, Michigan, và tháng 7 cùng năm, ông trở thành phó giám đốc điều hành của Kellogg USA. Vào tháng 1 năm 1999, ông được bầu làm chủ tịch Hội đồng quản trị và tháng 4, ông được chỉ định là tổng giám đốc điều hành (CEO).
Vào 29 tháng 11 năm 2004, ông được chọn bởi Tổng thống George W. Bush trở thành Bộ trưởng Bộ Thương mại trong nhiệm kì tổng thống mới, kế nhiệm Donald Evans. Gutierrez được Thượng viện thông qua vào 24 tháng 1 năm 2005 và tuyên thệ nhậm chức vào 7 tháng 2 năm 2005. Ông có vợ là Edilia, con trai là Carlos Jr. và hai con gái là Erika và Karina.